# Per Björnehammar
Per Björnehammar, född 1981, är en svensk utövare av amerikansk fotboll. Har sedan starten 1997 spelat i ett flertal av Sveriges klubbar. Till dessa hör Jamtland Republicans, Göteborg Marvels, Halmstad Eagles samt Limhamn Griffins. 2008 spelade han åter i moderklubben Halmstad Eagles. 2010 gjorde Björnehammar comeback i Tyresö Royal Crowns.

## Meriter
- 2000 LBJ Jaguar Student Athlete
- 2005 2:a plats i World games i Duisburg. Förlorade mot värdlandet Tyskland i finalen.
- 2005 Guld i EM i Malmö. Vinst mot Tyskland i finalen.
- 2007 4:e plats i VM i Kawasaki, Japan. Per Björnehammar gjorde den första touchdownen för Sverige i detta VM och blev utnämnd till MVP i Matchen mot Frankrike.
- 2007 Svensk mästare med Limhamn Griffins. Vann finalen mot Carlstad Crusaders.
- 2007 Utnämnd till Sveriges bästa runningback.
- 2010 SM-silver med Tyresö Royal Crowns. Förlorade finalen mot Carlstad Crusaders.
- 2011 SM-silver med Tyresö Royal Crowns. Förlorade finalen mot Carlstad Crusaders.